# Arthur M. Tyndall
Arthur Mannering Tyndall (* 18. September 1881 in Bristol; † 1. November 1961 ebenda) war ein britischer Physiker. Er war Direktor der Physik-Fakultät und des Henry-Herbert-Wills-Physik-Labors an der University of Bristol.
Tyndall studierte ab 1899 an der Universität Bristol (damals noch University College, die Universität wurde 1909 gegründet) und war dort nach seinem Bachelor-Abschluss 1903 Assistant Lecturer. Er befasste sich vor allem mit der Mobilität von Ionen in Gasen und wurde 1919 Henry Overton Wills Professor für Physik in Bristol. Einer seiner Studenten war von 1921 bis 1923 Paul Dirac. Tyndall war auch daran beteiligt, den Industriellen Henry Herbert Wills davon zu überzeugen ein modernes Physikinstitut zu finanzieren, nachdem er 1916 erste Kontakte zu ihm hatte. Er holte viele hervorragende Physiker nach Bristol und schaffte es so, das Institut zu einem der führenden in England zu machen. Zuerst holte er 1927 John Lennard-Jones, der dort erster Professor für theoretische Physik in Großbritannien wurde, und danach 1933 Nevill Mott, der dort unter anderem eine Schule von Festkörperphysikern aufbaute, sowie Cecil Powell, der eine Schule von Teilchenphysikern begründete, die mit der Kosmischen Strahlung als Quelle arbeitete.
1948 ging er in den Ruhestand, blieb aber in der Leitung der Universität aktiv und war Mitherausgeber des Philosophical Magazine.
Tyndall war auch in der Wissenschaftspolitik aktiv. Unter anderem war er 1941 im Council der Royal Society und 1942 auch deren Vizepräsident, von 1946 bis 1948 Präsident des Institute of Physics, Manager der Royal Institution und von 1940 bis 1945 Mitglied und zeitweise Vorsitzender eines Stipendienkommittees des Bildungsministeriums.
Tyndall war verheiratet und hatte drei Kinder.

## Preise und Auszeichnungen
1933 wurde er zum Fellow der Royal Society gewählt. 1950 wurde ihm der Orden des British Empire (CBE) verliehen und 1958 erhielt er den Ehrendoktortitel Legum Doctor (LL.D.) der Universität Bristol.